# 프라이복시
프라이복시(Privoxy)는 페이지가 브라우저에 의해 렌더링되기 전에 웹 페이지 데이터와 HTTP 헤더를 수정하고 쿠키를 조작하며 프라이버시를 강화하기 위한 필터 기능을 갖춘 캐시가 없는 웹 프록시이다. 이 용어는 "privacy enhancing proxy"(프라이버시를 강화한 프록시)를 대표하며 웹 페이지를 필터링하고 광고를 제거한다. 프라이복시는 단일 사용자 시스템 및 다중 사용자 네트워크용으로서 사용자들이 자신들의 입맛에 맞게 수정할 수 있다. 프라이복시는 다른 프록시에 묶일 수 있으며 자주 스퀴드와 함께 사용되고 인터넷 검열을 우회하는데 사용할 수 있다.

## 역사
프라이복시는 인터넷 정크버스터에 기반을 두며, GNU GPL로 출시된다. 리눅스, OpenWrt, DD-WRT, 윈도우, OS X, OS/2, 아미가OS, BeOS, 대부분의 유닉스 계열에서 동작한다. 거의 모든 웹 브라우저가 이를 사용할 수 있다. 이 소프트웨어는 소스포지에서 호스팅된다.
역사적으로 토르 프로젝트가 프라이복시를 토르에 번들하고 있지만, 이러한 일은 2010년에 중단되었다. 그 이유는 자체적인 내부 토르 프라우저 프로젝트를 추진함과 동시에 외부 타사 프록시를 금하는 것이 권장되었기 때문이다. 그럼에도 타사 프록시를 수동으로 구성할 수 있으며 SOCKS를 네이티브로 지원하지 않는 타사 비(非) 브라우저 애플리케이션에는 여전히 권장된다.

## 같이 보기
- 프록시 서버